# 郭俊峯
郭俊峯，IDSM（英語：Benson Kwok Joon-fung，1969年—），香港入境事務處處長，曾任入境事務處副處長，現任香港政府主要官員及维护国家安全委员会成員。

## 背景
郭俊峯小學就讀九龍婦女福利會李炳紀念學校，中學則就讀龍翔官立中學和聖公會聖本德工業中學。郭俊峯之後於澳洲的莫納什大學拿到工商管理學士及於香港大學取得公共行政學碩士。
他於1989年9月加入前人民入境事務處（1997年7月改稱為入境事務處）任職助理入境事務主任，1994年晉升入境事務主任，2002年晉升高級入境事務主任。其後於2009年晉升總入境事務主任，2013年晉升助理首席入境事務主任，2016年晉升首席入境事務主任。直至2020年，他獲晉升為入境事務處助理處長，2022年升為入境事務處副處長（管制、簽證及證件），1年後，即2023年接替退休的區嘉宏出任入境事務處處長。